# Enguerrand de Campdavaine
Enguerrand de Campdavaine ou  Campdavesne (? -1150), fils de Hugues III de Campdavaine et de Béatrice de Rollancourt. 

## Biographie
Enguerrand de Campdavaine succéda à son père à la tête du comté de Saint-Pol en 1141. Il décède en 1150, peu après avoir épousé Ide, la fille de Nicolas d'Avesnes. Le second dans la lignée, son frère Hugues, étant mort quelques jours avant lui. Ce fut donc Anselme, son deuxième frère qui lui succèda.

## Héraldique
D’azur à la gerbe d’avoine d’or liée du même (Rietstap).